# Replikacioni protein A1
Replikacioni protein A, 70 kDa DNK vezujuća podjedinica je protein koji je kod ljudi kodiran RPA1 genom.

## Interakcije
Replikacioni protein A1 formira interakcije sa:
- BRCA2,[5]
- BLM,[6][7][8]
- MCM2,[9]
- MCM4,[9]
- MCM6,[9]
- MCM7,[9]
- MUTYH,[10]
- ORC2L,[9]
- ORC6L,[9]
- P53,[11][12]
- RPA2,[13][14]
- RPA3,[14][15]
- TIPIN,[16]
- TP53BP1,[17] i
- XPA.[18]

## Literatura
- Iftode C, Daniely Y, Borowiec JA (1999). „Replication protein A (RPA): the eukaryotic SSB.”. Crit. Rev. Biochem. Mol. Biol. 34 (3): 141—80. PMID 10473346. doi:10.1080/10409239991209255.
- Binz SK, Sheehan AM, Wold MS (2005). „Replication protein A phosphorylation and the cellular response to DNA damage.”. DNA Repair (Amst.). 3 (8-9): 1015—24. PMID 15279788. doi:10.1016/j.dnarep.2004.03.028.
- Dornreiter I, Erdile LF, Gilbert IU, von Winkler D, Kelly TJ, Fanning E (1992). „Interaction of DNA polymerase alpha-primase with cellular replication protein A and SV40 T antigen.”. EMBO J. 11 (2): 769—76. PMC 556510 . PMID 1311258.
- Erdile LF, Heyer WD, Kolodner R, Kelly TJ (1991). „Characterization of a cDNA encoding the 70-kDa single-stranded DNA-binding subunit of human replication protein A and the role of the protein in DNA replication.”. J. Biol. Chem. 266 (18): 12090—8. PMID 2050703.
- Li L, Lu X, Peterson CA, Legerski RJ (1995). „An interaction between the DNA repair factor XPA and replication protein A appears essential for nucleotide excision repair.”. Mol. Cell. Biol. 15 (10): 5396—402. PMC 230789 . PMID 7565690. doi:10.1128/mcb.15.10.5396.
- Keshav KF, Chen C, Dutta A (1995). „Rpa4, a homolog of the 34-kilodalton subunit of the replication protein A complex.”. Mol. Cell. Biol. 15 (6): 3119—28. PMC 230543 . PMID 7760808. doi:10.1128/mcb.15.6.3119.
- Umbricht CB, Griffin CA, Hawkins AL, Grzeschik KH, O'Connell P, Leach R, Green ED, Kelly TJ (1994). „High-resolution genomic mapping of the three human replication protein A genes (RPA1, RPA2, and RPA3).”. Genomics. 20 (2): 249—57. PMID 8020972. doi:10.1006/geno.1994.1161.
- Gomes XV, Wold MS (1996). „Functional domains of the 70-kilodalton subunit of human replication protein A.”. Biochemistry. 35 (32): 10558—68. PMID 8756712. doi:10.1021/bi9607517.
- Bochkarev A, Pfuetzner RA, Edwards AM, Frappier L (1997). „Structure of the single-stranded-DNA-binding domain of replication protein A bound to DNA.”. Nature. 385 (6612): 176—81. PMID 8990123. doi:10.1038/385176a0.
- Amacker M, Hottiger M, Mossi R, Hübscher U (1997). „HIV-1 nucleocapsid protein and replication protein A influence the strand displacement DNA synthesis of lentiviral reverse transcriptase.”. AIDS. 11 (4): 534—6. PMID 9084803.
- Cujec TP, Cho H, Maldonado E, Meyer J, Reinberg D, Peterlin BM (1997). „The human immunodeficiency virus transactivator Tat interacts with the RNA polymerase II holoenzyme.”. Mol. Cell. Biol. 17 (4): 1817—23. PMC 232028 . PMID 9121429.
- Loor G, Zhang SJ, Zhang P, Toomey NL, Lee MY (1998). „Identification of DNA replication and cell cycle proteins that interact with PCNA.”. Nucleic Acids Res. 25 (24): 5041—6. PMC 147130 . PMID 9396813. doi:10.1093/nar/25.24.5041.
- Bochkareva E, Frappier L, Edwards AM, Bochkarev A (1998). „The RPA32 subunit of human replication protein A contains a single-stranded DNA-binding domain.”. J. Biol. Chem. 273 (7): 3932—6. PMID 9461578. doi:10.1074/jbc.273.7.3932.
- Golub EI, Gupta RC, Haaf T, Wold MS, Radding CM (1999). „Interaction of human rad51 recombination protein with single-stranded DNA binding protein, RPA.”. Nucleic Acids Res. 26 (23): 5388—93. PMC 148005 . PMID 9826763. doi:10.1093/nar/26.23.5388.
- Shao RG, Cao CX, Zhang H, Kohn KW, Wold MS, Pommier Y (1999). „Replication-mediated DNA damage by camptothecin induces phosphorylation of RPA by DNA-dependent protein kinase and dissociates RPA:DNA-PK complexes.”. EMBO J. 18 (5): 1397—406. PMC 1171229 . PMID 10064605. doi:10.1093/emboj/18.5.1397.
- Brosh RM, Orren DK, Nehlin JO, Ravn PH, Kenny MK, Machwe A, Bohr VA (1999). „Functional and physical interaction between WRN helicase and human replication protein A.”. J. Biol. Chem. 274 (26): 18341—50. PMID 10373438. doi:10.1074/jbc.274.26.18341.
- Kim ST, Lim DS, Canman CE, Kastan MB (2000). „Substrate specificities and identification of putative substrates of ATM kinase family members.”. J. Biol. Chem. 274 (53): 37538—43. PMID 10608806. doi:10.1074/jbc.274.53.37538.
- Brosh RM, Li JL, Kenny MK, Karow JK, Cooper MP, Kureekattil RP, Hickson ID, Bohr VA (2000). „Replication protein A physically interacts with the Bloom's syndrome protein and stimulates its helicase activity.”. J. Biol. Chem. 275 (31): 23500—8. PMID 10825162. doi:10.1074/jbc.M001557200.